# 白团镇
白团镇，是中华人民共和国河北省保定市清苑区下辖的一个乡镇级行政单位。原为白团乡，2022年12月27日撤乡设镇。

## 行政区划
白团镇下辖以下地区：
白团东街村、白团西街村、白团南街村、白团北街村、白团中街村、边营村、胡杨庄村、北魏村、北白团村、东壁阳城村、西壁阳城村、辛庄村、白城一村、白城二村、白城三村、白城四村、白城五村、南营村、北蛮营村、樊庄村、北曹庄村和西白城村。